# Pagheo
Pagheo (tiếng Hy Lạp: ?) là một khu tự quản ở vùng Đông Makedonías-Thrace, Hy Lạp. Khu tự quản Pagheo có diện tích 701 km², dân số theo điều tra ngày 18 tháng 3 năm 2001 là 31644 người.